# Anoba gobar
Anoba gobar är en fjärilsart som beskrevs av Druce 1898. Anoba gobar ingår i släktet Anoba och familjen nattflyn. Inga underarter finns listade i Catalogue of Life.